# Tennis bei den Südamerikaspielen
Tennis ist seit 1978 Bestandteil der Südamerikaspiele. Es werden in bis zu sieben Wettbewerben Medaillen vergeben. Bei den Damen und Herren gibt es jeweils einen Einzel- und einen Doppelwettbewerb. Dazu kommt noch ein Mixedwettbewerb. Bei einigen Turnieren gab es auch noch Mannschaftswettbewerbe.

## Herren

### Einzel
| Jahr | Ort               | Gold                | Silber              | Bronze                          |
| ---- | ----------------- | ------------------- | ------------------- | ------------------------------- |
| 1978 | La Paz            | Andrés Gómez        | Diego Pérez         | Raúl Viver                      |
| 1982 | Rosario           | Christian Miniussi  | Roberto Azar        | Claudio Santibáñez              |
| 1986 | Santiago de Chile | Juan Pablo Queirolo | Sergio Cortés       | Marcelo Filippini               |
| 1990 | Lima              | Américo Venero      | Gonzalo Fernández   | Gastón Etlis                    |
| 1994 | Valencia          | Jimy Szymanski      | Pablo Campana       | Gustavo Kuerten Márcio Carlsson |
| 1998 | Cuenca            | Sebastián Decoud    | Claudio Alvarado    | Rodolfo Darvich Américo Venero  |
| 2002 | Brasilien         | Martín Vilarrubí    | Alexandre Bonatto   | Franco Ferreiro                 |
| 2006 | Buenos Aires      | Nicolas Santos      | Mauricio Doria      | Rasid Winklaar                  |
| 2010 | Medellin          | Facundo Argüello    | Agustín Velotti     | Guilherme Clezar                |
| 2014 | Santiago de Chile | Facundo Bagnis      | Guido Andreozzi     | Paul Capdeville                 |
| 2018 | Cochabamba        | Tomás Barrios Vera  | Francisco Cerúndolo | Juan Pablo Varillas             |

### Doppel
| Jahr | Ort               | Gold                               | Silber                                | Bronze                                                 |
| ---- | ----------------- | ---------------------------------- | ------------------------------------- | ------------------------------------------------------ |
| 1978 | La Paz            | Andrés Gómez Raúl Viver            | Diego Pérez Pablo Graf                | Juan Carlos Yunis Ricardo Rivera                       |
| 1982 | Rosario           | Christian Miniussi Roberto Azar    | Claudio Santibáñez Ricardo Hormann    | Alan Chacon Ricardo Segovia                            |
| 1986 | Santiago de Chile | Marcelo Filippini Nicolas Zurmendi | Sergio Cortés Ruben Gajardo           | Martin Stringari Gustavo Carbonari                     |
| 1990 | Lima              | Marcos Colignon Gonzalo Fernández  | Gastón Etlis Carlos Tarantino         | Alejandro Aramburu Américo Venero                      |
| 1994 | Valencia          | Jimy Szymanski Juan Carlos Bianchi | Luis Morejón Pablo Campana            | Gustavo Kuerten Márcio Carlsson                        |
| 1994 | Valencia          | Jimy Szymanski Juan Carlos Bianchi | Luis Morejón Pablo Campana            | Antonio Eterovic Pablo Ugarte                          |
| 1998 | Cuenca            | Giovanni Lapentti Pablo Campana    | Rodolfo Darvich Juan Ferrer           | Carlos González Luis Hormazábal                        |
| 1998 | Cuenca            | Giovanni Lapentti Pablo Campana    | Rodolfo Darvich Juan Ferrer           | Américo Venero Iván Miranda                            |
| 2002 | Brasilien         | Marcel Felder Martín Vilarrubí     | Jorge Aguilar Nicolas Riquelme        | Horacio Zeballos Martín Alund                          |
| 2006 | Buenos Aires      | Facundo Bagnis Guido Pella         | Ricardo Urzúa Hans Podlipnik-Castillo | Sergio Galdós Juan Pedro Torres                        |
| 2010 | Medellin          | Diego Hidalgo Roberto Quiroz       | Facundo Argüello Agustín Velotti      | Alejandro Arias Justiniano Bruno del Granado Barrancos |
| 2014 | Santiago de Chile | Guido Andreozzi Facundo Bagnis     | Nicolás Barrientos Carlos Salamanca   | Jorge Aguilar Paul Capdeville                          |
| 2018 | Cochabamba        | Diego Hidalgo Emilio Gómez         | Jorge Panta Juan Pablo Varillas       | Cristian Rodríguez Eduardo Struvay                     |

### Mannschaft
| Jahr | Ort      | Gold      | Silber      | Bronze             |
| ---- | -------- | --------- | ----------- | ------------------ |
| 1978 | La Paz   | Ecuador   | Argentinien | Uruguay            |
| 1990 | Lima     | Peru      | Argentinien | Chile              |
| 1994 | Valencia | Venezuela | Ecuador     | Brasilien Bolivien |
| 1998 | Cuenca   | Ecuador   | Chile       | Peru Argentinien   |

## Damen

### Einzel
| Jahr | Ort               | Gold                     | Silber               | Bronze                                  |
| ---- | ----------------- | ------------------------ | -------------------- | --------------------------------------- |
| 1978 | La Paz            | Adriana Alvarez          | Norah Moreno         | Carlota Velazco                         |
| 1982 | Rosario           | Mariana Pérez Roldán     | Mercedes Paz         | Manola Murillo                          |
| 1986 | Santiago de Chile | Patricia Miller          | Paulina Sepúlveda    | Macarena Miranda                        |
| 1990 | Lima              | Paula Cabezas            | Debora Garat         | Karim Strohmeier                        |
| 1994 | Valencia          | Paula Cabezas            | Claudia Brause       | María-Alejandra Quezada Déborah Gaviria |
| 1998 | Cuenca            | Clarisa Fernández        | Eugenia Chialvo      | Paula Cabezas Bárbara Castro            |
| 2002 | Brasilien         | Larissa Carvalho         | Marina Tavares       | Soledad Esperón                         |
| 2006 | Buenos Aires      | Teliana Pereira          | Mariana Duque Mariño | Malena Gordo                            |
| 2010 | Medellin          | Cecilia Costa Melgar     | Verónica Cepede Royg | Fernanda Brito                          |
| 2014 | Santiago de Chile | Paula Cristina Gonçalves | Verónica Cepede Royg | Bianca Botto                            |
| 2018 | Cochabamba        | Montserrat González      | Daniela Seguel       | Fernanda Brito                          |

### Doppel
| Jahr | Ort               | Gold                                  | Silber                                   | Bronze                                 |
| ---- | ----------------- | ------------------------------------- | ---------------------------------------- | -------------------------------------- |
| 1978 | La Paz            | Mariana Mettola Adriana Alvarez       | Patricia Hermeda Shirley Echaiz          | Carlota Velasco Cinthya Teran          |
| 1982 | Rosario           | Mariana Pérez Roldán Mercedes Paz     | Manola Murillo Paulina Sepúlveda         | Fiorita Gomesz Nives Missana           |
| 1990 | Santiago de Chile | Paula Cabezas Melisa Castro           | Debora Garat María Luz Rodriguez         | Carla Rodriguez Paola Monteferri       |
| 1994 | Valencia          | Maria Fernanda Quezada Bárbara Castro | María Francesa Maria Marra               | Alexandra Guzman Nuria Niemes          |
| 1994 | Valencia          | Maria Fernanda Quezada Bárbara Castro | María Francesa Maria Marra               | Fernanda Tsucamoto Marcia Komlos       |
| 1998 | Cuenca            | Paula Cabezas Bárbara Castro          | Maria Cristina Campana Paola Guerrero    | Jorgelina Cravero Clarisa Fernández    |
| 1998 | Cuenca            | Paula Cabezas Bárbara Castro          | Maria Cristina Campana Paola Guerrero    | Cecilia Guillenea Daniela Peyrot       |
| 2002 | Brasilien         | Larissa Carvalho Marina Tavares       | Patricia Coimbra Jenifer Widjaja         | Soledad Esperón Micaela Moran          |
| 2006 | Buenos Aires      | Teliana Pereira Roxane Vaisemberg     | Mariana Muci Marina Giral                | Tatiana Búa Malena Gordo               |
| 2010 | Medellin          | Fernanda Brito Cecilia Costa Melgar   | Andrea Gámiz Adriana Pérez               | Agustina Eskenazi Catalina Pella       |
| 2014 | Santiago de Chile | Andrea Gámiz Adriana Pérez            | Verónica Cepede Royg Montserrat González | Paula Cristina Gonçalves Laura Pigossi |
| 2018 | Cochabamba        | Alexa Guarachi Daniela Seguel         | Camila Giangreco Montserrat González     | Camila Romero Charlotte Römer          |

### Mannschaft
| Jahr | Ort      | Gold        | Silber      | Bronze            |
| ---- | -------- | ----------- | ----------- | ----------------- |
| 1978 | La Paz   | Argentinien | Chile       | Bolivien          |
| 1990 | Lima     | Chile       | Argentinien | Peru              |
| 1994 | Valencia | Chile       | Venezuela   | Ecuador Brasilien |
| 1998 | Cuenca   | Argentinien | Chile       | Ecuador Uruguay   |

## Mixed
| Jahr | Ort               | Gold                              | Silber                            | Bronze                              |
| ---- | ----------------- | --------------------------------- | --------------------------------- | ----------------------------------- |
| 1978 | La Paz            | Adriana Alvarez Juan Carlos Yunis | Mariana Mattola Ricardo Rivera    | Carlota Velasco Marcelo Valenzuela  |
| 1982 | Rosario           | Verónica Platz Alejandro Rudi     | Manola Murillo Claudio Santibáñez | Nives Missana Alan Chacon           |
| 1990 | Lima              | Paula Cabezas Marcos Colignion    | Karim Strohmeier Américo Venero   | Melisa Castro Gonzalo Fernández     |
| 1994 | Valencia          | María Francesa Jimy Szymanski     | Nuria Niemes Pablo Campana        | Marcia Komlos Gustavo Kuerten       |
| 1994 | Valencia          | María Francesa Jimy Szymanski     | Nuria Niemes Pablo Campana        | Carla Jimenez Pablo Ugarte          |
| 2010 | Medellin          | Adriana Pérez Ricardo Rodríguez   | Verónica Cepede Diego Galeano     | Paula Ormaechea Diego Schwartzman   |
| 2014 | Santiago de Chile | Adriana Pérez David Souto         | Camila Silva Nicolás Jarry        | Andrea Koch Benvenuto Jorge Aguilar |
| 2018 | Cochabamba        | Aymet Uzcátegui Roberto Maytín    | Melany Krywoj Tomás Farjat        | Alexa Guarachi Gonzalo Lama         |

### Mannschaft
| Jahr | Ort     | Gold        | Silber | Bronze    |
| ---- | ------- | ----------- | ------ | --------- |
| 1982 | Rosario | Argentinien | Chile  | Venezuela |

## Medaillenspiegel
| Platz | Land                     | Gold | Silber | Bronze | Gesamt |
| ----- | ------------------------ | ---- | ------ | ------ | ------ |
| 01    | Argentinien              | 24   | 23     | 22     | 69     |
| 02    | Chile                    | 21   | 25     | 20     | 66     |
| 03    | Venezuela                | 16   | 7      | 5      | 28     |
| 04    | Ecuador                  | 11   | 8      | 7      | 26     |
| 05    | Brasilien                | 8    | 4      | 8      | 20     |
| 06    | Uruguay                  | 6    | 4      | 5      | 15     |
| 07    | Peru                     | 2    | 4      | 15     | 21     |
| 08    | Paraguay                 | 1    | 8      | —      | 9      |
| 09    | Kolumbien                | —    | 3      | 2      | 5      |
| 10    | Bolivien                 | —    | 1      | 12     | 13     |
| 11    | Niederländische Antillen | —    | —      | 1      | 1      |

## Nachweis
- Rodríguez III, Ernesto. Libro II de los Juegos Odesur, S. 177–179 auf yumpu.com (bis 2010)